# Воля-Перова
Воля-Перова (пол. Wola Pierowa) — село в Польщі, у гміні Нові Острови Кутновського повіту Лодзинського воєводства.
Населення — 293 особи (2011).
У 1975-1998 роках село належало до Плоцького воєводства.

## Демографія
Демографічна структура станом на 31 березня 2011 року:
|          | Загалом | Допрацездатний вік | Працездатний вік | Постпрацездатний вік |
| -------- | ------- | ------------------ | ---------------- | -------------------- |
| Чоловіки | 143     | 29                 | 101              | 13                   |
| Жінки    | 150     | 35                 | 78               | 37                   |
| Разом    | 293     | 64                 | 179              | 50                   |